# Elorrieta

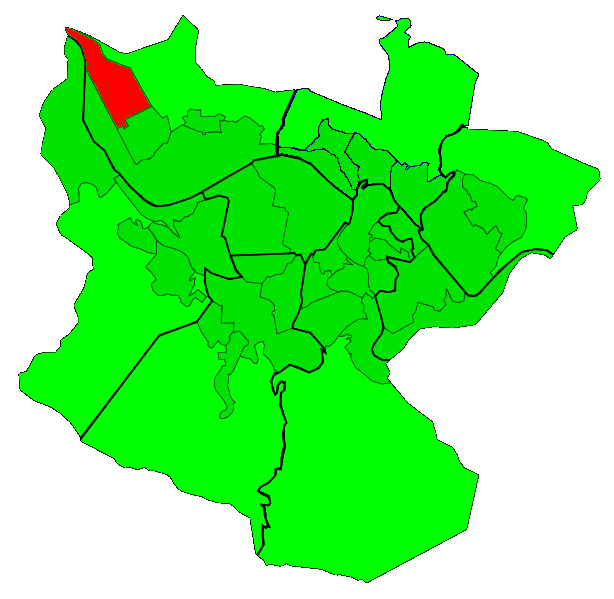
Ubicació de San Ignazio-Elorrieta

Elorrieta és un barri de Bilbao dins el districte de Deusto, que forma una unitat amb el barri de San Ignazio. Té uns 2.000 habitants.

## Història
El barri data del 1897, s'hi va situar l'Escorxador de Deusto, al costat del límit amb el municipi d'Erandio. La major part dels terrenys, cultius i caserius que poblaven la zona van ser derrocats per a la construcció dels nous habitatges, sobrevivint amb prou feines uns pocs caserius a Elorrieta. També va seguir en peus la Casa Grande d'Elorrieta, que es va construir a principis de segle.
Va comptar amb la primera estació depuradora d'aigua d'Espanya. Aquesta estació va ser en part realitzada per una epidèmia de còlera (vegeu: Pandèmies de còlera a Espanya), que va impulsar la necessitat de millorar la qualitat de l'aigua així com del seu tractament. Les obres van començar en 1895 i van acabar en 1903 sota la direcció de Recaredo de Uhagón. Posteriorment a la Guerra civil el seu ús es va limitar al districte de Deusto. Gradualment va ser caient en desús fins al seu espoli en 1996. Actualment el que queda de la Casa de bombes ha estat restaurat i declarat pel Govern Basc Bé d'Interès Cultural.

## Esports
Elorrieta tenia un equip de futbol, el Racing d'Elorrieta, que havia estat campió de Biscaia.